# 诺伊恩施泰因 (黑森州)
诺伊恩施泰因（德語：Neuenstein，發音：[ˈnɔʏənˌʃtaɪn] ⓘ）是德国黑森州黑斯费尔德-罗滕堡县的市镇，面积64.8平方千米，2023年12月31日人口为3,159人。